# Cinema fantàstic

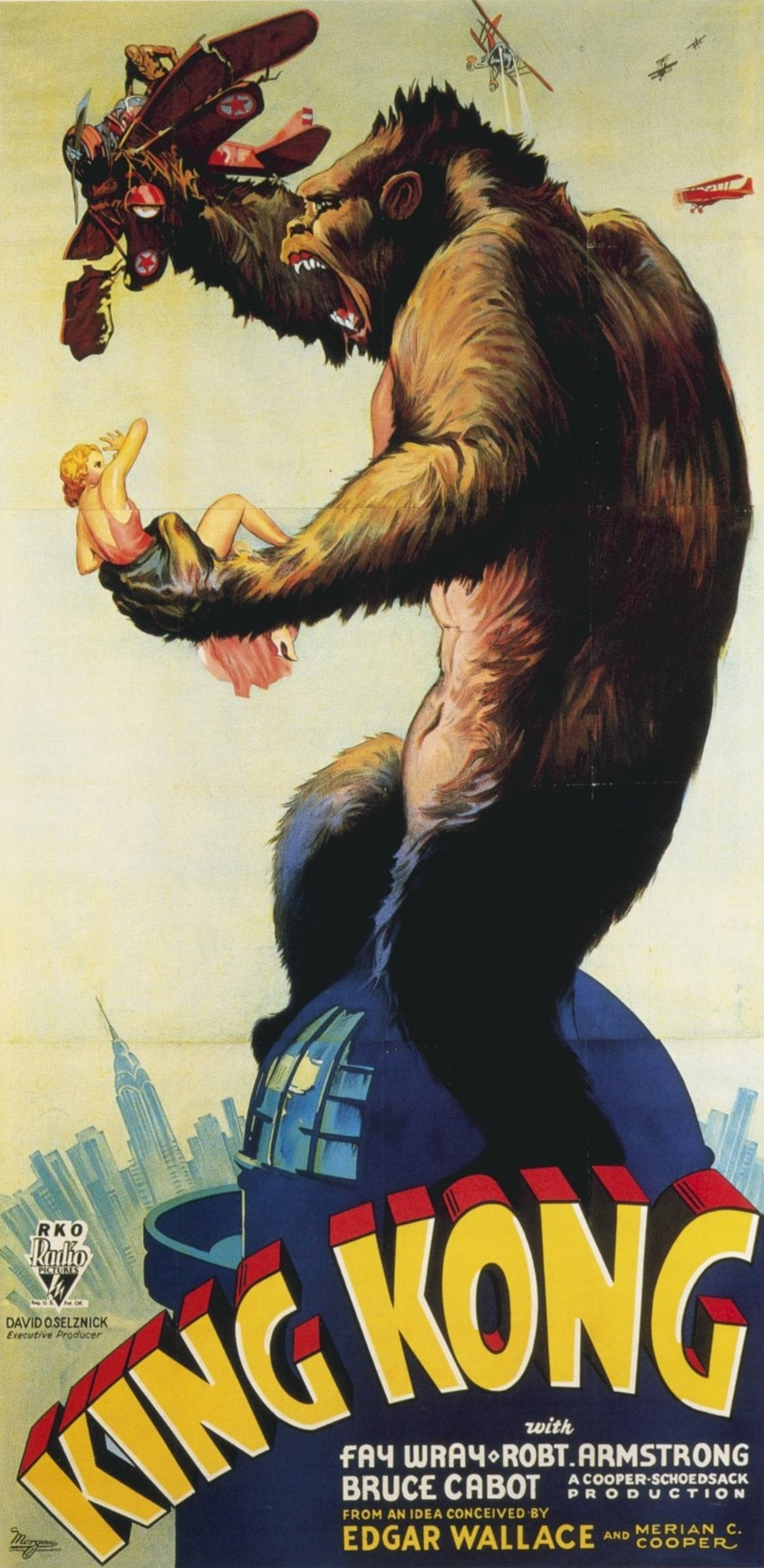
Cartell de King Kong clàssic del cinema fantàstic de Hollywood dels anys trenta.

El cinema fantàstic és aquell gènere de pel·lícules que empra trames on té un paper important la màgia, els mons de fantasia, les criatures inexistents o les aventures ubicades en un marc no realista i de ciència-ficció. Està fortament influït per la literatura fantàstica, de la qual neix.
Els subgèneres predominants són la fantasia èpica, ambientada en un futur multiplanetari o en un marc que recorda a l'edat mitjana però amb races i mags; el cinema de superherois i el cinema d'aventures on intervenen elements sobrenaturals, usualment dirigit al públic infantil. L'auge d'aquest gènere es va viure a partir dels anys 80, amb una revifada amb el canvi de segle.

## Algunes pel·lícules destacades
- El màgic d'Oz (1939)
- Alícia al país de les meravelles (1951)
- Jàson i els argonautes (1963)
- Chitty Chitty Bang Bang (1968)
- Monty Python and the Holy Grail (1975)
- A la recerca de l'arca perduda (1981)
- Conan el Bàrbar (1982)
- Willow (1988)
- Edward Scissorhands (1990)
- Jumanji (1995)
- Matilda (1996)
- Harry Potter i la pedra filosofal (2001)
- El senyor dels anells: La germandat de l'anell (2001)
- Shrek (2001)
- Pirates of the Caribbean: The Curse of the Black Pearl (2003)